# Alam Lohar

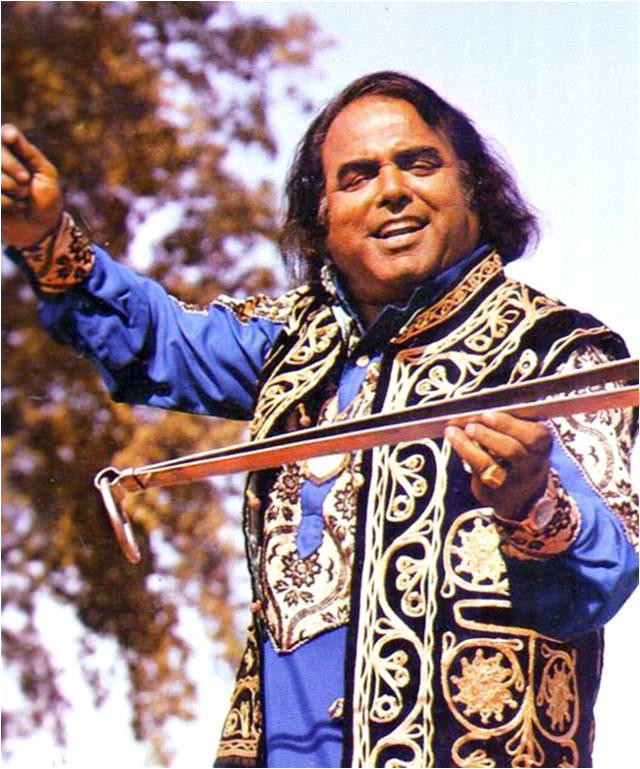
Alam Lohar

Alam Lohar (Urdu: محمد عالم لوہار) (* 1928; † 1979) war ein pakistanischer Punjabi-Volksmusiksänger aus Punjab in Pakistan, ehemals Britisch-Indien. Lohar entwickelte durch sein Wirken die musikalische Stilrichtung Jugni.

## Leben
Alam Lohar wurde 1928 in Lalamusa, Punjab (Britisch-Indien) geboren. Die Familie von Lohar war in der Metallverarbeitung als Schmied tätig. Lohar laß als Kind Sufiana Kalaam eine Sammlung von Gedichten und Geschichten in Panjabi. Er begann das Singen in seiner Kindheit. Seine Familie lebt heute verstreut in der ganzen Welt. Lohar prägte in seinen ersten Auftritten die musikalische Stilrichtung Vaar, die ihn besonders im Punjab bekannt machte. Er ist für die Interpretation bekannter pakistanischer Volksmusik wie zum Beispiel Heer von Waris Shah und Saif ul Maluk. Alim Lohar nahm sein erstes Album im Alter von 13 Jahren auf.
Lohar gewann im Verlaufe seiner Karriere 15 goldene Schallplatten unter anderem für folgende Songs:Jugni (1965), Saif ul Mulook (1948), Qissa Yusuf Zulaykha (1961), Bol Mitti de Bawa (1964), Dilwala Dukhra (1975), Wajan Mariyan Bulaya (1977), Qissa Mirza Sahiban (1967), Qissa Hirni (1963), Maa Da Pyaar (1971), Heer (1969), Qissa Sassi Pannu (1972), Qissa Baraa Maa (1974), Jis Din Mera Vayaah (1973), Qissa Dhulla Bhatti (1959), Mirza De Maa (1968). Alam Lohar laß in seiner Kindheit Gedichte des Sufismus, Kurzgeschichten und laß auf Veranstaltungen bekannte Gedichte vor. Lohar gewann es sein Publikum durch Werte wie Harmonie und Frieden eine breite Zuhörerschaft speziell aus dem ländlichen Raum zu erreichen. Er trat auf verschiedenen Veranstaltungen als Vorleser auf und erlangte in den 1970er Jahren eine nationale Bekanntheit. Lohar ging in den 1970er Jahren in Nordamerika und Europa auf Tournee.

## Tod
Alam Lohar starb 1979 bei einem Verkehrsunfall, als ein Truck bei einem Überholvorgang mit seinem Wagen kollidierte. Lohar wurde in Lalamusa beigesetzt. Präsident Zia ul Haq ehrte Lohar im gleichen Jahr posthum mit dem Pride of Performance Award. der höchsten zivilen Auszeichnung für Künste und Theater.